# Lilika
Lilika (Lilika) è un film del 1970 diretto da Branko Plesa.

## Riconoscimenti
- 1970 - Festival del cinema di Locarno
  - Pardo d'oro